# Bakum
Bakum est une commune d'Allemagne, dans l'arrondissement de Vechta en Basse-Saxe.

## Quartiers
La commune est constituée des villages et hameaux suivants :
- Bakum
- Märschendorf
- Harme
- Molkenstraße
- Daren
- Elmelage
- Lohe
- Schledehausen
- Büschel
- Westerbakum
- Carum
- Lüsche
- Vestrup
- Hausstette